# Gamo (frégate)
Pour les articles homonymes, voir Gamo.

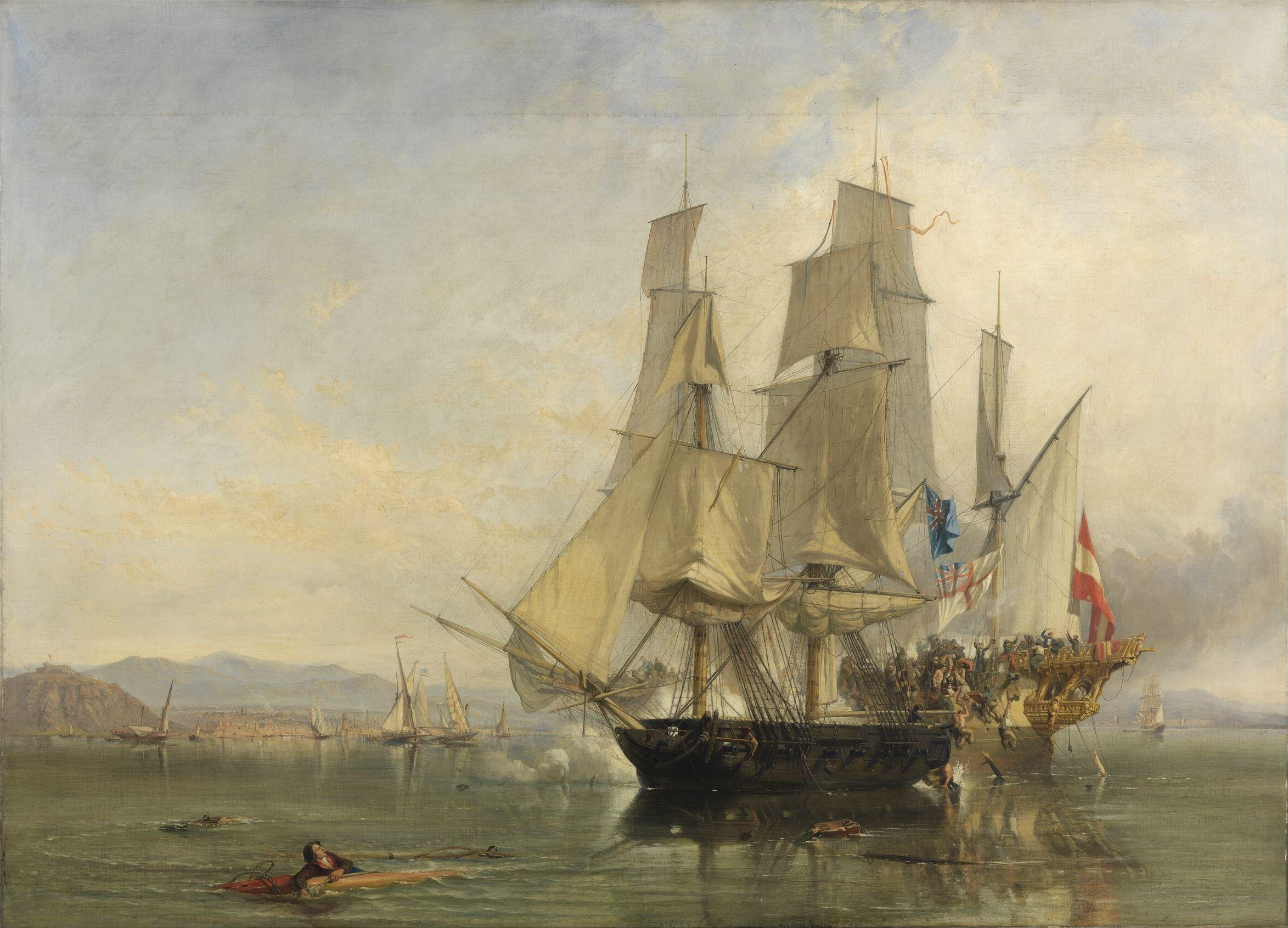
Combat du Speedy (au premier plan) et du Gamo (par Clarkson Stanfield, 1793–1867)

El Gamo est une frégate de type chebec de la marine espagnole de trente-deux canons, 600 tonneaux et 319 hommes d'équipage.
Lors d'une bataille navale déséquilibrée, elle fut capturée, le 6 mai 1801, par le petit brick britannique, Speedy, commandé par Thomas Cochrane. Elle fut ensuite revendue à Alger.